# 캐서린 바렐

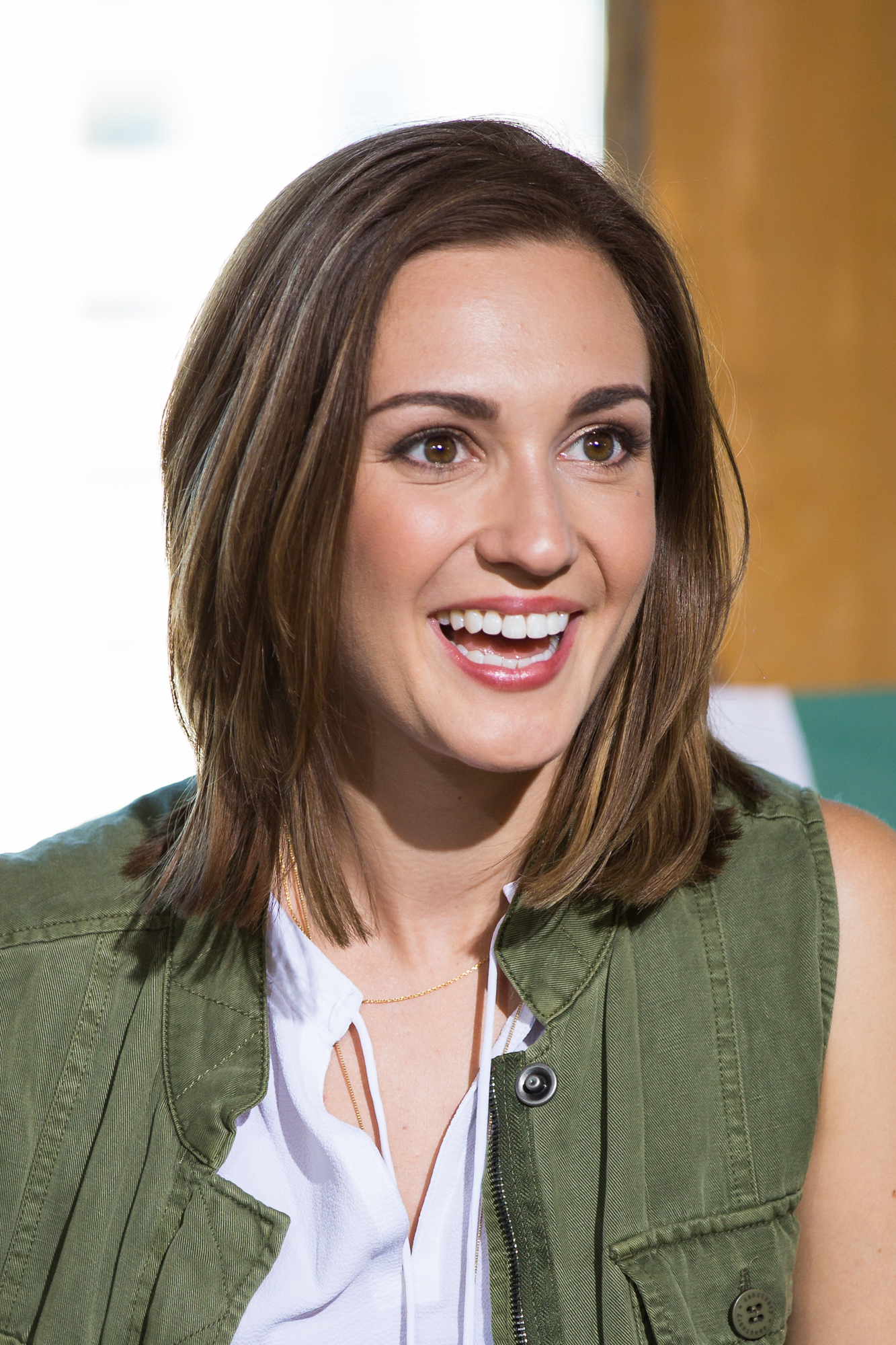

캐서린 바렐(Katherine Barrell, 1990년 2월 12일 ~ )은 캐나다의 배우, 영화 프로듀서, 영화 감독, 영화배우, 텔레비전 배우이다.
토론토에서 태어났다.

## 영화
- 플래시드: 레거시 (2018년)
- 걸스 나이트 아웃 (2017년)
- 위노나 어프 (2016년)
- 더 스케어하우스 (2014년)
- 마이 엑스 엑스 (2014년)